# Javier Margas
Javier Luciano Margas Loyola (Santiago, 10 de maio de 1969) é um ex-futebolista chileno que jogava de zagueiro.

## Carreira
Formado no Colo-Colo, que tinha na direção técnica o croata Mirko Jozić, conseguiu o título mais importante da carreira: a Copa Libertadores da América de 1991. Jogou também por América do México e Universidad Católica.
Em 2001, quando atuava no West Ham , El Tanque, que também ficou famoso por seu visual extravagante, largou a carreira para se tornar empresário.

## Seleção
Margas integrou a Seleção Chilena de Futebol na Copa América de 1999.